# Souto da Carpalhosa
 (août 2019).
Souto da Carpalhosa est une freguesia portugaise située dans le district de Leiria.
Avec une superficie de 30,32 km2 et une population de 4 018 habitants (2001), la paroisse possède une densité de 132,5 hab/km2.

## Localités faisant partie de cette freguesia
- Arroteia
- Chã da Laranjeira (Assenha, Atalho, Camarneira e Pega)
- Conqueiros
- Moita da Roda
- Picoto
- S. Miguel (Penedo)
- Souto da Carpalhosa
- Vale da Pedra (Carpalhosa, Casal Telheiro, Estremadouro, Jã da Rua, Marinha da Carpalhosa, Outeiro, Relvinhas, S. Bento e Sargaçal)
- Várzeas